# Узян (село)
Узя́н (рос. Узян, башк. Үҙән) — село у складі Бєлорєцького району Башкортостану, Росія. Адміністративний центр Узянської сільської ради.
Населення — 1140 осіб (2010; 1441 в 2002).
Національний склад:
- росіяни — 76 %

## Відомі особистості
В поселенні народилась:
- Нємкова Тетяна Іванівна (* 1937) — башкирська робітниця і громадський діяч.